# Доменіко II Контаріні
Доменіко II Контарині (італ. Domenico II Contarini) — 104-й венеційський дож у 1659—1674 роках.

## Біорграфія
Належав до старовинного патриціанського роду. Другий син Джуліо Контаріні з гілки Ронзінетті та Лукреції Корнаро. Мав ґрунтовну освіту. 1605 року був у складі посольства, яке вітало у Римі новообраного папу римського Павла V. 28 листопада 1607 року Доменіко пошлюбив Пауліну Трон. Контаріні вів тихе та розслаблене життя. Він регулярно відвідував урядові засідання, завжди прагнучи просування по службі для свого старшого брата Анджело. Переважно вів порівняно спокійне життя у своєму палаці на Ріо-ді-Сан-Лука в парафії Сан-Бенето, або в сільській віллі Валь-Ногаредо. Доменіко також піклувався про сімейні активи, які складалися зі складної системи нерухомості: будинків у сестьєре Сан-Бенетто (Венеція) та в Падуї, остерії на Ріальто, магазину на вулиці Калле-дельї-Станьєрі; землі біля Одерцо, Мотта-ді-Лівенца і Есте.
Доменіко Контаріні регулярно входив до складу Сенату, але уникав виступів та участі у конфліктах. Завдяки особистим контактам із закритою групою секретарів він зміг отримати дозвіл на експорт зерна, домогтися пом'якшення термінів покарання для родичів, забезпечити посади для інших задля збільшення підтримки серед патрциіату. 
У 1627–1628 роках між час протистояння дожа Джованні I Корнаро та Реньє Дзеено, одного з капі (голів) Ради десяти, Доменіко Контаріні не був на жодній зі сторін, але критикував фракцію Корнаро за спробу захопити владу, не маючи для цього засобів, і критикував Дзено за його запальні висловлювання, які Контаріні вважав руйнівними для держави.
1642 року призначається проведитором з золотого та срібного скарбу, але наступного року його звинуватили у нестачі коштовних металів. Контаріні зміг довести, що нестача виникла у 1637—1641 роках. 1645 року вимушен був погодитися сплатити штраф у розмірі 5129 скудо.
Тим часом, здавалося, що амбіції його родини зійшли нанівець. Його брат Анджело балотувався на обрання дожем у 1646 році, але програв Франческо Да Моліна. Доменіко Контаріні обрали до Ради десяти, він навіть служив мудрим (експертом) Ради, а в березні 1655 року він обіймав посаду віцедожа в період між смертю дожа Франческо Да Моліна та обранням Карло Контаріні.

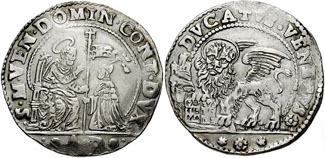
Дукат Доменіко II Контаріні

Смерть брата Анджело в 1657 році вивело Доменіко на перший план. Але 30 вересня 1659 року раптово помирає дож Джованні Пезаро. Сильних кандидатів не було, лише Альвізе Контаріні, Андреа Пізані та Лоренцо Дельфіно. Думки виборців розділилися. Не маючи змоги визначитися з одним із кандидатів і не задоволені доступними варіантами Рада сорока досягла компромісу на восьмому голосуванні 16 жовтня 1659 року, де 40 голосів було віддано за Доменіко Контаріні.
Багато патриціїв були розлючені обранням Контаріні, оскільки вважали, що під час війни з Османською імперією потрібен молодий та войовничий лідер, а не 79річний Доменіко Контаріні. Разом з тим останній був популярним серед народу, який вважав, що той ніколи не був владним протягом своєї державної кар'єри. 
При цьому державна скарбниця була виснажена, купецькі родини розорені, війська та флот понесли чималі втрати. Доменіко Контаріні в ці роки отримав широку похвалу за свою витримку та шляхетство духу у веденні боротьби. 1668 року османські війська на чолі із великим візиром Фазілем Ахмедом Кепрюлю взяли в облогу Кандію. Зрештою 6 вересня 1669 року проведитор Кандії Франческо Морозіні, призначений дожем в 1661 році, був змушений підписати умови капітуляції. Ця війна коштувала Венеції близько 134 млн. дукатів та близько 30 тис. життів. 
Після неприємного процесу над Морозіні у 1670 році Доменіко Контаріні знайшов щастя в останні роки життя. Невдовзі після цього онук дожа, Анджело, одружився з Оленою Нані, і у молодої пари народився син, Джуліо Феліче Контаріні, якого охрестили в 1671 році.
За подальшого правління Доменіко Контаріні мало що сталося. Після багатьох років війни Венеція спробувала відновити торгівельні шляхи та збалансувати свій бюджет. Останні півтора року свого життя дож провів прикутим до ліжка через геміпарез і помер 26 січня 1675 року. Його поховали в родинній гробниці в церкві Сан-Бенето.
Мав одного сина Джуліо Контаріні, прокуратора Святого Марка; та п'ять доньок: К'яра, що стала дружиною Томмазо Моченіго, Маддалена, яка вийшла заміж за Джироламо Дандоло, Лаура та ще дві (ім'я невідомі), які стали черницями у монастиря Святої Катерини. Його доньки стали першими венеційськими шляхтянками, що носили капці замість традиційних сабо. 